# Паррондо, Гвадалупе
Гвадалупе Паррондо (исп. Guadalupe Parrondo; род. 1946) — мексиканская пианистка.
Дочь настройщика фортепиано, с детских лет росла в музыкальной атмосфере и обнаружила абсолютный слух. В возрасте семи лет дебютировала с оркестром, исполнив фортепианный концерт Йозефа Гайдна с дирижёром Луисом Эррерой де ла Фуэнте, с которым в дальнейшем была связана многолетним творческим содружеством (исполнив, в частности, в 2011 году премьеру его фортепианного концерта в рамках празднования 95-летия Эрреры де ла Фуэнте). В 1966—1973 гг. училась в Париже, в том числе у Магды Тальяферро. В 1972 году разделила вторую премию Международного конкурса исполнителей в Женеве (первая премия не присуждалась).
Гастролировала в различных латиноамериканских странах, а также во Франции, Японии и Египте. Первая исполнительница Шестой фортепианной сонаты Федерико Ибарры. Несколько раз записала с различными оркестрами фортепианный концерт Мануэля Понсе. Среди других записей — сольные произведения Иоганна Себастьяна Баха, Людвига ван Бетховена, Фридерика Шопена, Рикардо Кастро, Белы Бартока, а также диск со всеми фортепианными сочинениями Хосе Пабло Монкайо.